# 江风益
江风益（1963年—），男，江西余干人，中国半导体技术专家，南昌大学副校长、教授，中国科学院院士。被誉为“中国硅基发光之父”。

## 生平
1984年毕业于吉林大学物理系原子核物理专业，获学士学位。1989年毕业于中国科学院长春物理研究所固体发光专业。
2019年当选为中国科学院院士。